# Carthage (Mississippi)
Pour les articles homonymes, voir Carthage (homonymie).
La ville de Carthage est le siège du comté de Leake, situé dans l'État du Mississippi, aux États-Unis.